# Mitsuki Ono
Mitsuki Ono (en japonés: 小野光希, Ono Mitsuki; Saitama, 5 de marzo de 2004) es una deportista japonesa que compite en snowboard, especialista en la prueba de halfpipe.
Ganó dos medallas de bronce en el Campeonato Mundial de Snowboard, en los años 2023 y 2025. Adicionalmente, consiguió una medalla de plata en los X Games de Invierno Aspen 2024.

## Medallero internacional
| Campeonato Mundial | Campeonato Mundial  | Campeonato Mundial | Campeonato Mundial |
| Año                | Lugar               | Medalla            | Prueba             |
| ------------------ | ------------------- | ------------------ | ------------------ |
| 2023               | Bakuriani (Georgia) | Medalla de bronce  | Halfpipe           |
| 2025               | Engadina (Suiza)    | Medalla de bronce  | Halfpipe           |

| X Games de Invierno | X Games de Invierno    | X Games de Invierno | X Games de Invierno |
| Año                 | Lugar                  | Medalla             | Prueba              |
| ------------------- | ---------------------- | ------------------- | ------------------- |
| 2024                | Aspen (Estados Unidos) | Medalla de plata    | Superpipe           |